# Pesca de arrasto

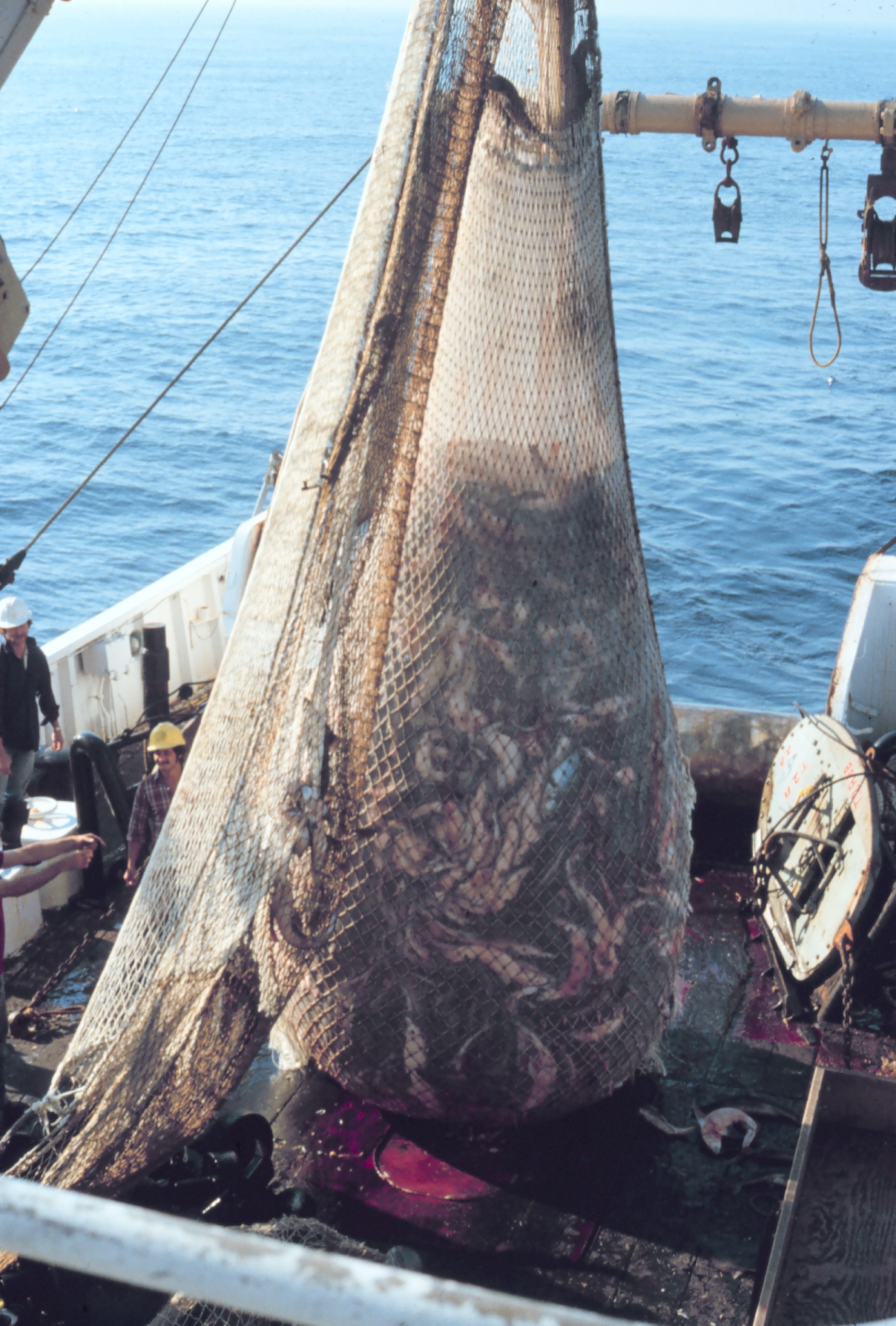
Rede de arrasto com peixes

A pesca de arrasto é um método de pesca que envolve puxar uma rede de pesca através da água atrás de um ou mais barcos. A rede utilizada para a pesca de arrasto denomina-se rede de arrasto. O método requer que redes em forma de saco sejam rebocadas na água para capturar diferentes espécies de peixes ou, às vezes, uma espécie-alvo.
Os barcos usados para a pesca de arrasto são chamados de arrastões ou traineiras. Os arrastões variam em tamanho, desde pequenos barcos abertos com motores de até 30 hp (22kW) até grandes barcos-fábrica com mais de 10.000hp (7,5 MW). A pesca de arrasto pode ser realizada por um arrastão ou por dois arrastões de pesca cooperativa  (arrasto de parelha).
O arrasto também é comumente usado como método científico de amostragem ou levantamento.

## Arrasto de fundo vs. meia-água

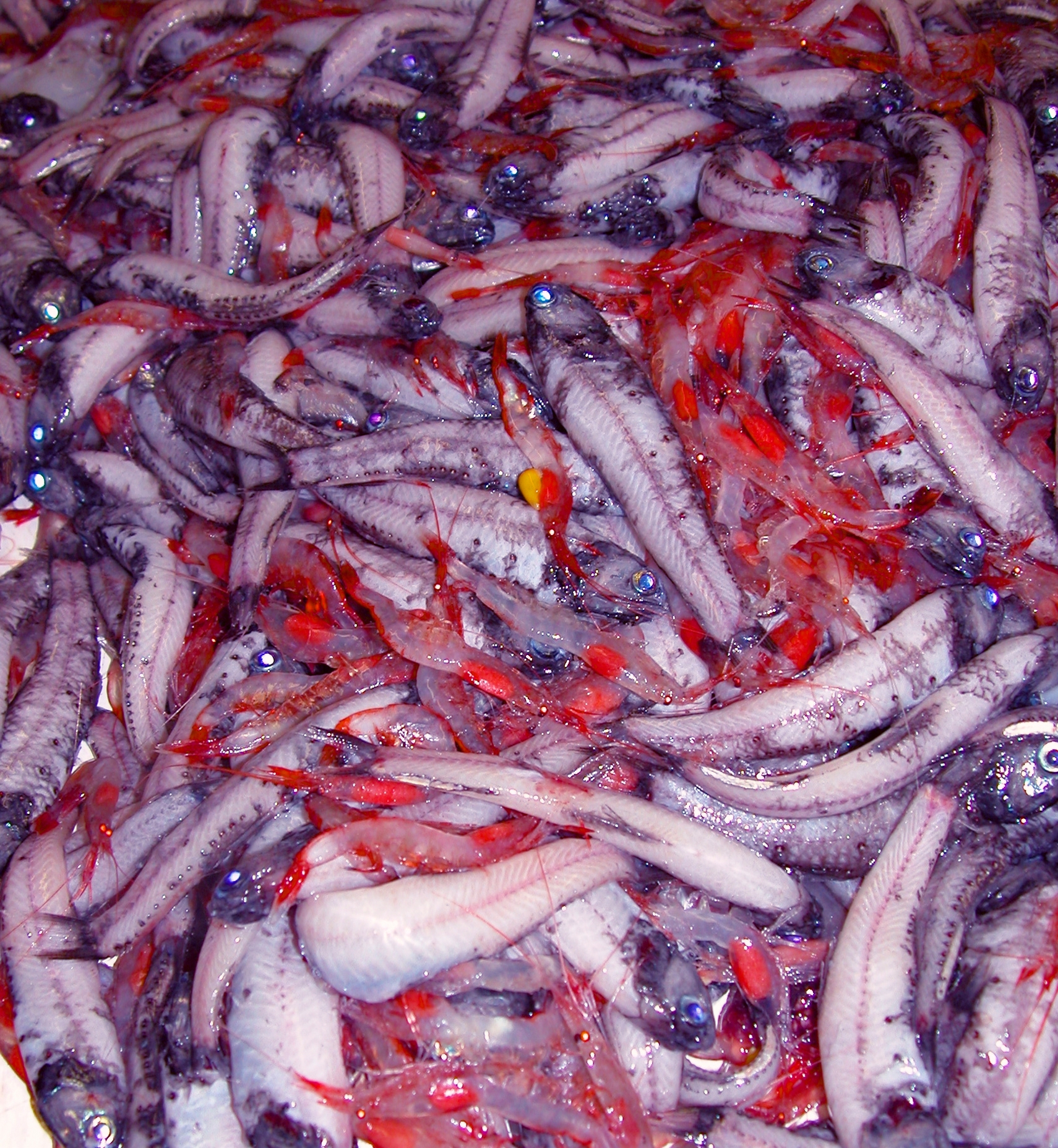
Captura de mictofídeos e camarões rede de arrasto a mais de 200 metros de profundidade

O arrasto pode ser dividido em arrasto de fundo e arrasto de meia água, dependendo da altura da rede de arrasto na coluna de água . O arrasto de fundo consiste em rebocar a rede de arrasto ao longo (arrasto bentônico) ou próximo (arrasto demersal) do fundo do mar, com o objetivo de capturar espécies que vivem no piso do oceano. O arrasto de fundo é um método de pesca industrial em que uma grande rede com pesos é arrastada pelo fundo do mar, recolhendo tudo em seu caminho. O arrasto de fundo pode ser desvantajoso porque agita os sedimentos que se encontram no fundo do mar e pode prejudicar algumas espécies marinhas. Ele também faz com que os poluentes da água se misturem com o plâncton, que por sua vez se moverá para a cadeia alimentar, o que criará proliferação de algas prejudiciais, levando à oxigenação insuficiente da água.
O arrasto de meia água ou o arrasto pelágico têm como alvo os peixes que vivem na coluna de água superior do oceano. Este método é geralmente usado para capturar peixes de uma única espécie.  Ao contrário do arrasto de fundo, este tipo de arrasto não entra em contato com o fundo do mar e, portanto, não está envolvido em danos ao habitat marinho. Algumas espécies capturadas com este método de arrasto são cavala, arenque e hoki. No entanto, pode haver algumas desvantagens em usar esse método, pois no processo de captura das espécies de peixes-alvo, pode-se acabar capturando peixes não-visados acidentalmente e, assim, o descarte de espécies comerciais juvenis de peixes pode impactar a população. Ainda assim, o nível de captura acidental é normalmente mais baixo.
O equipamento varia bastante entre os dois tipos de pesca de arrasto. As redes de arrasto pelágico são normalmente muito maiores do que as de arrasto de fundo, com aberturas de malha muito grandes, pouco ou nenhum equipamento terrestre e pouco ou nenhum equipamento de arrastar. Além disso, as portas da rede de arrasto pelágico têm formas diferentes das portas da rede de arrasto de fundo, embora existam portas que podem ser utilizadas com ambas as redes.

## Estrutura de rede

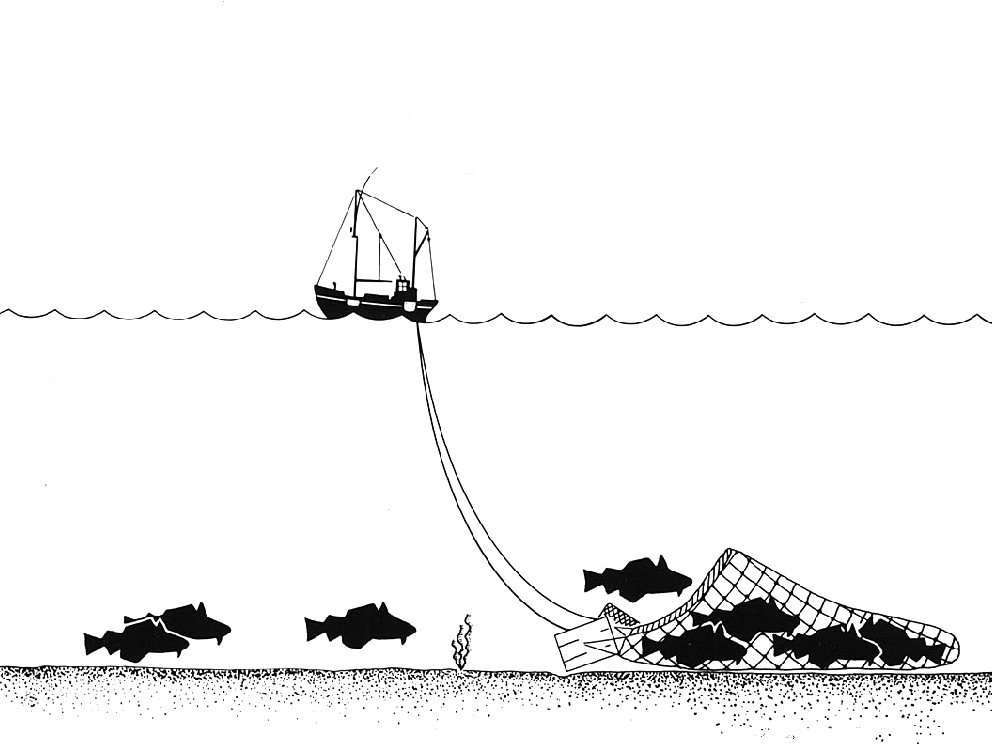
Arrasto de fundo

As redes de arrasto são redes em forma de funil que têm uma abertura (boca) e uma cauda fechada onde os peixes são recolhidos. Quando são utilizadas duas embarcações (arrasto de parelha), a extensão horizontal da rede é assegurada pelas embarcações, com uma ou, no caso de arrasto pelágico, duas urdiduras fixadas em cada embarcação. No entanto, a pesca de arrasto de um único barco é mais comum. Aqui, a propagação horizontal da rede é fornecida por portas de arrasto. As portas de arrasto estão disponíveis em vários tamanhos e formas e podem ser especializadas para se manterem em contato com o fundo do mar ou para permanecerem elevadas na água. As portas usam uma forma hidrodinâmica para fornecer expansão horizontal, e o rebocador deve ir a uma certa velocidade para que as portas permaneçam de pé e funcionais. Essa velocidade varia, mas geralmente está na faixa de 2,5–4,0 nós.
A abertura vertical de uma rede de arrasto é realizada com boias na borda superior e pesos na borda inferior da boca da rede. A configuração da borda inferior varia com base na forma esperada do fundo. Quanto mais irregular for o fundo, mais robusta deve ser a configuração para evitar danos à rede. É utilizado para a captura de camarão, marisco, bacalhau, vieira e muitos outros.
As redes de arrasto também podem passar por modificações, como por exemplo no tamanho da malha, para auxiliar na pesquisa marinha sobre o fundo dos oceanos.

## Efeitos no meio ambiente

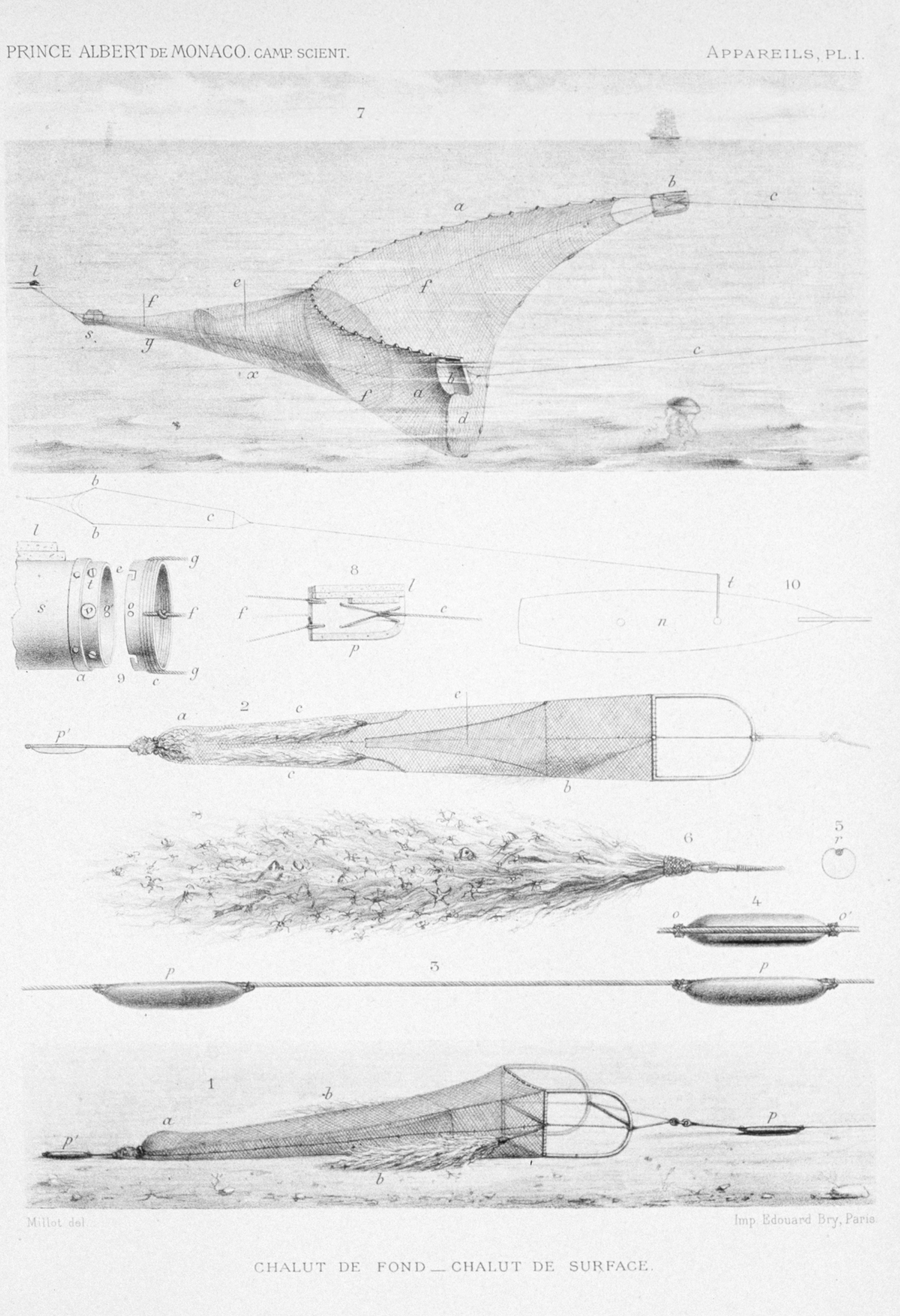
Redes de arrasto em águas superficiais, de arrasto em águas profundas e de piso do oceano. Observe os "emaranhados" com espécies marinhas enredadas

Embora hoje a pesca de arrasto seja fortemente regulamentada em alguns países, ela continua sendo alvo de muitos protestos de ambientalistas. As preocupações ambientais relacionadas com a pesca de arrasto giram em torno de duas áreas: a falta de seletividade e os danos físicos que a rede de arrasto causa ao fundo do mar.

### Seletividade
Desde o início da prática da pesca de arrasto (por volta do século XV), a falta de seletividade das redes de pesca de arrasto tem gerado preocupações. As redes de arrasto  varrem peixes comercializáveis e indesejáveis e peixes de tamanho legal e ilegal, indiscriminadamente. Qualquer parte das capturas que não possa ser utilizada é considerada captura acidental, que muitas vezes é abatida acidentalmente pelo processo de arrasto. A captura acidental geralmente inclui espécies valiosas, como golfinhos, tartarugas marinhas e tubarões, e também pode incluir indivíduos sublegais ou imaturos das espécies-alvo.
Muitos estudos documentaram grandes volumes de capturas acidentais que são descartadas. Por exemplo, pesquisadores conduzindo um estudo de três anos no Rio Clarence descobriram que cerca de 177 toneladas de capturas acidentais, de 77 espécies diferentes, eram descartadas a cada ano.
A seletividade por tamanho é controlada pela malhagem da "cuada" - a parte da rede de arrasto onde os peixes são retidos. Os pescadores reclamam que as malhas que permitem a fuga de peixes menores também permitem que alguns peixes legalmente capturáveis escapem. Há uma série de "consertos", como amarrar uma corda ao redor da "cuada" para evitar que a malha se abra totalmente, que foram desenvolvidos para contornar a regulamentação técnica de seletividade de tamanho. Um problema é quando a malha é puxada em formas estreitas de losangos em vez de quadrados.
A captura de espécies indesejáveis é um problema reconhecido em todos os métodos de pesca e une ambientalistas, que não querem ver peixes mortos desnecessariamente, e pescadores, que não querem perder tempo separando peixes comercializáveis de capturas acidentais. Vários métodos para minimizar isso foram desenvolvidos para uso na pesca de arrasto. Grades de redução de captura acidental ou painéis de rede de malha quadrada podem ser instalados em partes da rede de arrasto, permitindo que certas espécies escapem enquanto retêm outras.
Estudos têm sugerido que o arrasto de camarão é responsável pela maior taxa de captura acidental.

### Dano ambiental
A pesca de arrasto é polêmica por causa de seus impactos ambientais. Como o arrasto de fundo envolve o reboque de equipamentos de pesca pesados sobre o fundo do mar, pode causar destruição em grande escala no fundo do oceano, incluindo a destruição de corais, danos aos habitats e remoção de algas marinhas.
As principais fontes de impacto são as portas das redes, que podem pesar várias toneladas e criar sulcos se arrastadas ao longo do fundo do oceano, e a configuração da boca, que geralmente permanece em contato com o fundo em toda a borda inferior da rede. Dependendo da configuração, a boca pode virar grandes rochas ou pedregulhos, possivelmente arrastando-os junto com a rede, perturbar ou danificar organismos sésseis ou retrabalhar e ressuspender sedimentos de fundo. Esses impactos resultam em diminuições na diversidade de espécies e mudanças ecológicas em direção a organismos mais oportunistas. A destruição foi comparada ao desmatamento de florestas.
[carece de fontes?]
O arrasto de fundo em fundos moles também agita os sedimentos do fundo e carrega sólidos suspensos na coluna de água. Uma traineira de fundo pode colocar mais de dez vezes a quantidade de poluição de sólidos suspensos por hora na coluna de água do que toda a poluição de sólidos suspensos de todas as operações de esgoto, industriais, fluviais e de drenagem combinadas no sul da Califórnia. Essas plumas de turbidez podem ser vistas no Google Earth em áreas onde há fotos offshore de alta resolução. Quando as plumas de turbidez dos arrastões de fundo estão abaixo de uma termoclina, a superfície pode não ser afetada, mas impactos menos visíveis ainda podem ocorrer, como a transferência persistente de poluentes orgânicos para a cadeia alimentar pelágica.
Como resultado desses processos, uma vasta gama de espécies estão ameaçadas em todo o mundo. Em particular, a pesca de arrasto pode matar diretamente os recifes de coral, fragmentando-os e enterrando-os nos sedimentos. Além disso, a pesca de arrasto pode matar corais indiretamente ao ferir o tecido do coral, deixando os recifes vulneráveis a infecções. O efeito das práticas de pesca nas populações globais de recifes de coral é sugerido por muitos cientistas como alarmantemente alto. A pesquisa publicada mostrou que a pesca de arrasto bentônica destrói o coral de água fria Lophelia pertusa, um importante habitat para muitos organismos do fundo do mar.
O arrasto médio (pelágico) é um método de pesca muito mais "limpo", visto que a captura geralmente consiste em apenas uma espécie e não prejudica fisicamente o fundo do mar. No entanto, grupos ambientais levantaram preocupações de que esta prática de pesca pode ser responsável por volumes significativos de capturas acessórias, particularmente cetáceos (golfinhos, botos e baleias).

## Regulação
No estado brasileiro do Rio Grande do Sul, a Assembleia Legislativa aprovou o PL136/2018, proibiu a pesca de arrasto na distância de até 12 milhas náuticas da costa do estado. Porém, em 2021, o Supremo Tribunal Federal autorizou novamente a prática no estado.

## Dispositivos antiarrasto
Além das objeções ambientais mencionadas, os arrastões também esbarram em fronteiras internacionais e zonas econômicas exclusivas. Às vezes, pescadores locais consideram determinadas águas como sendo suas, mesmo quando não há nenhuma exigência legal sendo violada, então alguns grupos ambientais, pescadores e até mesmo governos implantaram dispositivos anti-pesca de arrasto.